# María Chivite
María Victoria Chivite Navascués (Cintruénigo, 5 giugno 1978) è una sociologa e politica spagnola.

## Biografia
Nata a Cintruénigo, è la seconda nipote di Carlos Chivite, segretario generale del Partito Socialista di Navarra (PSN-PSOE) tra il 2004 e il 2008.
María Chivite si è laureata in Sociologia presso l'Università pubblica di Navarra e successivamente ha ottenuto un master in Organizzazione e gestione delle risorse umane.
È entrata a far parte del PSN-PSOE all'età di 20 anni e ha iniziato la sua carriera politica nella Gioventù socialista dove ha fatta parte dell'esecutivo tra il 2001 e il 2005. Dal 2005 al 2007 ha svolto vari lavori relativi alla sua formazione per l'Unione Generale dei Lavoratori.
Dal 2003 al 2007 è stata consigliera del municipio di Cintruénigo e dal 2011 al 2013 della Valle de Egüés.
Ha partecipato alle elezioni regionali nelle liste PSN-PSOE e ha ottenuto per la prima volta un seggio al Parlamento della Navarra nella VII legislatura (2007-2011), dove era portavoce della sanità. Ha anche fatto parte della VIII legislatura (2011-2012).
Nel novembre 2011, è stata eletta senatrice dalla Navarra, assumendo il ruolo di portavoce della Commissione per i servizi sanitari e sociali. Nelle primarie del Partito Socialista Operaio Spagnolo (PSOE) tenutosi nel giugno 2014, ha sostenuto Eduardo Madina, e nel settembre 2014 Pedro Sánchez, già segretario generale del PSOE, gli ha affidato l'incarico di portavoce del gruppo socialista al Senato, responsabilità mantenuta fino al giugno 2015.
Nel 2012 è entrata a far parte dell'esecutivo PSN-PSOE, con cui è stata segretaria dell'Area politica sociale e segretaria della sanità. Nell'ottobre 2014, è stata eletta candidata alla presidenza del governo provinciale della Navarra attraverso elezioni primarie, e nel dicembre è stata proclamata segretaria generale del PSN-PSOE nel congresso straordinario.
Nel maggio 2018 è stata proclamata candidata alla presidenza del governo della Navarra nel contesto delle elezioni al parlamento della Navarra nel maggio 2019 dopo aver partecipato ad elezioni primarie da sola. Viene eletta presidente a maggioranza semplice grazie ai voti a favore del PSN-PSOE (11), Geroa Bai (9), Podemos (2) e Izquierda-Ezkerra (1) e l'astensione di cinque dei sette deputati di Euskal Herria Bildu.